# Championnat du Qatar de football 2003-2004
Navigation
Saison précédente Saison suivante
La saison 2003-2004 du Championnat du Qatar de football est la quarantième édition du championnat national de première division au Qatar. Les dix meilleures équipes du pays sont regroupées au sein d'une poule unique où elles s'affrontent deux fois, à domicile et à l'extérieur. En fin de saison, le dernier du classement est relégué et remplacé par le champion de deuxième division.
C'est le club de Sadd Sports Club qui remporte la compétition, après avoir terminé en tête du classement final, avec huit points d'avance sur le tenant du titre, le Qatar SC et onze sur l'Al-Arabi Sports Club. C'est le 10e titre de champion du Qatar de l'histoire du club.

## Qualifications continentales
Le vainqueur du championnat ainsi que le gagnant de la Coupe du Qatar se qualifient pour la Ligue des champions. Si un club réalise le doublé, c'est le finaliste de la Coupe qui obtient sa qualification. 
Une autre place est qualificative pour la Ligue des champions arabes.

## Les clubs participants
| - Al-Rayyan SC - Al-Arabi Sports Club - Al Ahly Doha - Al-Khor Sports Club - Al Ittihad Doha | - Qatar SC - Sadd Sports Club - Al-Sailiya Sports Club - Promu de D2 - Al Shamal - Al-Wakrah Sports Club |

## Compétition

### Classement
Le classement est établi sur le barème de points classique (victoire à 3 points, match nul à 1, défaite à 0).
| Rang | Équipe                     | Pts | J  | G  | N | P  | Bp | Bc | Diff |
| ---- | -------------------------- | --- | -- | -- | - | -- | -- | -- | ---- |
| 1    | Sadd Sports Club           | 42  | 18 | 13 | 3 | 2  | 38 | 10 | +28  |
| 2    | Qatar SC (T)               | 34  | 18 | 10 | 4 | 4  | 31 | 17 | +14  |
| 3    | Al-Arabi Sports Club       | 31  | 18 | 9  | 4 | 5  | 38 | 32 | +6   |
| 4    | Al Ahly Doha               | 28  | 18 | 7  | 7 | 4  | 33 | 28 | +5   |
| 5    | Al-Rayyan SC (C)           | 27  | 18 | 8  | 3 | 7  | 38 | 32 | +6   |
| 6    | Al Ittihad Doha            | 26  | 18 | 7  | 5 | 6  | 33 | 24 | +9   |
| 7    | Al-Wakrah Sports Club      | 25  | 18 | 7  | 4 | 7  | 26 | 32 | -6   |
| 8    | Al-Khor Sports Club        | 24  | 18 | 6  | 6 | 6  | 30 | 25 | +5   |
| 9    | Al Shamal                  | 7   | 18 | 1  | 4 | 13 | 30 | 56 | -26  |
| 10   | Al-Sailiya Sports Club (P) | 4   | 18 | 0  | 4 | 14 | 20 | 61 | -41  |

|  | Qualification pour la Ligue des champions de l'AFC 2005                      |
|  | Qualification pour la Ligue des champions arabes 2004-2005                   |
|  | Relégation directe en deuxième division                                      |
|  | (T) : Tenant du titre (C) : Vainqueur de la Coupe du Qatar (P) : Promu de D2 |

## Bilan de la saison
| Championnat du Qatar de football 2003-2004                        |                              |
| Champion                                                          | Sadd Sports Club (10e titre) |
| Coupes et trophées                                                |                              |
| Vainqueur de la Coupe du Qatar 2003-2004                          | Al-Rayyan SC                 |
| Qualifications continentales                                      |                              |
| Ligue des champions de l'AFC 2005                                 | Sadd Sports Club             |
| Ligue des champions de l'AFC 2005                                 | Al-Rayyan SC                 |
| Ligue des champions arabes 2004-2005                              | Al Ahly Doha                 |
| Promotions et relégations                                         |                              |
| Promus en Qatar Stars League                                      | Al Kharitiyath Sports Club   |
| Relégués en Championnat du Qatar de football de deuxième division | Al-Sailiya Sports Club       |